# Фазан-вухань бурий
Фазан-вухань бурий (Crossoptilon mantchuricum) — вид куроподібних птахів родини фазанових. Ендемік Китаю.

## Поширення
Фазан-вухань бурий є ендеміком північної частини Центрального Китаю, де зараз поширений у розрізнених місцевостях у горах Люлянь на заході провінції Шаньсі та в горах північно-західного Хебею, на заході Пекіна, а також знайдений у 1998 році на невеликій території на сході Шеньсі (не менше ніж 1500 особин у повітах Ічуань, Гуанлун і Ганьчен), які можуть бути ізольованою популяцією. За оцінками, глобальна популяція нараховує близько 5000—17000 птахів.
Гніздиться в хвойних або змішаних хвойно-широколистяних лісах на висоті до 2600 м. Взимку він переміщується на нижчі висоти (не нижче 1100 м), щоб зайнятися чагарниками на узліссях на південних схилах.

## Опис
Довжина самця становить 90—100 см, з яких 50—60 см припадає на хвіст, вага 1700—2200 г. Самиця трохи менша: 90—95 см в довжину, з яких 45—55 припадає на хвіст, при вазі 1500—1900 г.
У цього великого фазана верхня частина голови покрита капюшоном з чорних пір'їн. Широка біла смуга тягнеться з-під підборіддя і продовжується до вух і покриває невелику частину потилиці за ними. Карункули на обличчі та шкіра навколо очей червоні. Шия чорна з фіолетовим відблиском, який зливається з коричневим кольором спини та крил. Нижня частина спини, білого кольору, окреслює чіткий перехід з темним забарвленням черепа, крил і хвоста. Основа хвоста сріблясто-сіра, інші пера темно-бурі. Молодняк має коричневий колір і має доросле оперення лише з п'яти місяців. Статевий диморфізм майже відсутній: обидві статі однакові, і їх можна відрізнити, лише дивлячись на шпори самця, які більші та мають круглу основу (проти довгастої у самиць).

## Спосіб життя
Вид переважно вегетаріанський. Він порпає землю, шукаючи бульби та корінці, але також їсть стебла, листя, бруньки, плоди та насіння, включаючи опале зерно злаків. У період розмноження він також споживає деяких комах.
Сезон розмноження починається в середині березня, коли пари утворюються і піднімаються на більшу висоту, щоб знайти відповідну територію, забезпечену достатніми харчовими ресурсами та добре захищену, яку вони захищають від можливих зловмисників. Самець моногамний. Гніздо пара будує на землі, під купою опалого соснового гілля, в укритті скелі або в густому кущі. Кількість яєць у кладці коливається від 4 до 20, відкладаються на початку квітня і висиджує самиця самостійно протягом 26—27 днів.